# Airbus A310 MRTT
L'Airbus A310 MRTT è un bimotore turboventola multiruolo da trasporto e rifornimento in volo (come indicato dalla sigla MRTT: Multi Role Tanker Transport) derivato dall'aereo di linea Airbus A310-300.

## Storia

### Sviluppo
L'A310 MRTT è stato sviluppato da EADS per la Luftwaffe, per ottenere la versione MRTT dell'A310 sono stati effettuati numerosi interventi di modifica, i principali sono stati:
- l'installazione dei 2 Pod AAR sotto le ali e del boom di coda.
- l'installazione di 4 serbatoi 7.000 kg di carburante l'uno.
- l'installazione nel cockpit delle postazioni per il controllo remoto del rifornimento in volo.
- l'installazione di una porta cargo sul ponte principale sul lato sinistro dietro al cockpit.

### Descrizione tecnica
Caratterizzato da una fusoliera wide-body, ha ali basse, dotate di winglet, al di sotto delle quali sono montate due turbofan, due pod con le sonde flessibili per il rifornimento. Ha un ampio piano verticale di coda e dei piani orizzontali in posizione bassa. Sotto i piani di coda troviamo invece la sonda rigida per il rifornimento.

### Impiego operativo
L'A310 così modificato effettuò il suo primo volo nel dicembre del 2003 e fu consegnato alla Luftwaffe nell'ottobre 2004, mentre nello stesso mese venne consegnato anche il primo di 5 A310 MRTT all'Air Command canadese dove fu ridesignato CC-150 Polaris.

### Ritiro
A gennaio 2021 è iniziato il ritiro degli esemplari tedeschi, che si è concluso il 21 giugno 2022 con la dismissione del quarto ed ultimo esemplare ancora in organico. Quest'ultimo, insieme ad un altro esemplare dismesso in precedenza, è stato ceduto all'Air Command canadese dove verrà cannibalizzato per trarne parti di ricambio per i propri CC-150.

## Versioni
- A310 MRTT nome originale del progetto.
- CC-150 Polaris denominazione utilizzata dall'AIRCOM.

## Utilizzatori
| Paese    | Operatore | Aeromobile      | REG   | MSN | note (in grassetto i 6 MRTT operativi)     |
| -------- | --------- | --------------- | ----- | --- | ------------------------------------------ |
| Canada   | RCAF      | Airbus A310-304 | 15001 | 446 | CC-150 Polaris VIP Transport               |
| Canada   | RCAF      | Airbus A310-304 | 15002 | 482 | CC-150 Polaris                             |
| Canada   | RCAF      | Airbus A310-304 | 15003 | 425 | CC-150 Polaris                             |
| Canada   | RCAF      | Airbus A310-304 | 15004 | 444 | CC-150 Polaris                             |
| Canada   | RCAF      | Airbus A310-304 | 15005 | 441 | CC-150 Polaris                             |
| Germania | Luftwaffe | Airbus A310-304 | 10+21 | 498 | Airbus A310 VIP Bundesrepublik Deutschland |
| Germania | Luftwaffe | Airbus A310-304 | 10+22 | 499 | Airbus A310 VIP Bundesrepublik Deutschland |
| Germania | Luftwaffe | Airbus A310-304 | 10+23 | 503 | Airbus A310 PAX                            |
| Germania | Luftwaffe | Airbus A310-304 | 10+24 | 434 | Airbus A310 MRT                            |
| Germania | Luftwaffe | Airbus A310-304 | 10+25 | 484 | Airbus A310 MRT / MedEvac                  |
| Germania | Luftwaffe | Airbus A310-304 | 10+26 | 522 | Airbus A310 MRT                            |
| Germania | Luftwaffe | Airbus A310-304 | 10+27 | 523 | Airbus A310 MRT                            |